# Ataque incendiario de Solingen

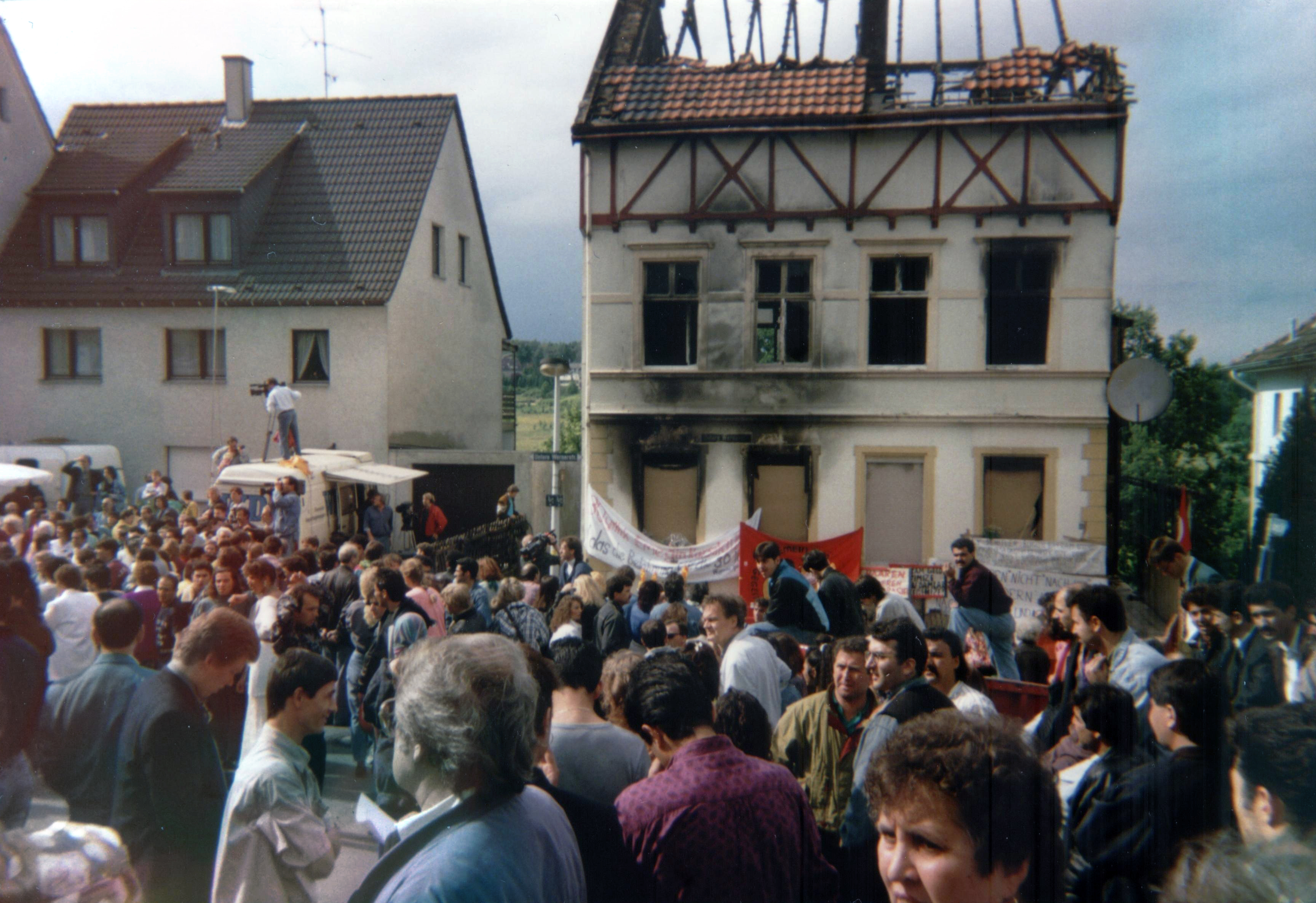
Manifestantes alemanes y turcos en frente de la casa atacada, Solingen, junio de 1993.

El ataque incendiario ocurrido en Solingen en 1993, fue uno de los eventos más severos de violencia contra extranjeros que haya ocurrido en tiempos recientes en Alemania. La noche del 28 al 29 de mayo de 1993, cuatro jóvenes alemanes pertenecientes al movimiento de cabezas rapadas de extrema derecha, con conexiones neonazis, le prendieron fuego a la casa de una amplia familia turca en la localidad de Solingen en Renania del Norte-Westfalia, Alemania. Tres niñas y dos mujeres murieron; otros catorce miembros de la familia incluidos varios niños resultaron heridos, algunos de consideración. El ataque disparó una serie de protestas violentas por parte de turcos en varias ciudades alemanas y multitudinarias demostraciones de alemanes en demostración de solidaridad con las víctimas turcas. En octubre de 1995, los atacantes fueron encontrados culpables de asesinato y sentenciados a cumplir penas de prisión de entre 10 a 15 años.

## Contexto Social
En la década de 1990 después de la reunificación alemana, el tema de los extranjeros, y especialmente de los solicitantes de asilo, fue objeto de acalorados debates en Alemania. El partido CDU y el periódico sensacionalista Bild Zeitung, fueron las principales fuerzas llamadas para limitar su número.
Varios casos de violencia contra los extranjeros precedieron al ataque de Solingen. En septiembre de 1991, disturbios violentos en Hoyerswerda obligaron a la evacuación de los solicitantes de asilo de un albergue. Durante los tres días de disturbios de Rostock-Lichtenhagen en agosto de 1992, varios miles de personas rodearon un edificio de gran altura, y observaron con aprobación, mientras que militantes lanzaron cócteles molotov, los habitantes vietnamitas apenas lograron sobrevivir huyendo a la azotea. En noviembre de 1992, un incendio en Mölln perpetrado por jóvenes de extrema derecha mató a tres turcos.
En diciembre de 1992, grandes manifestaciones contra la xenofobia se llevaron a cabo en toda Alemania, con más de 700.000 participantes. Varios grupos neonazis fueron proscritos a finales de 1992.
Tres días antes del ataque, el 26 de mayo de 1993, el Bundestag alemán, con el necesario 2/3 de mayoría, resolvió cambiar la Ley Fundamental para limitar el número de solicitantes de asilo. Anteriormente, la Ley Fundamental había concedido a todos los refugiados políticos en el mundo un derecho directo sobre el estatuto de refugiado en Alemania.
El ataque Solingen con cinco personas muertas fue por entonces el caso más grave de violencia contra extranjeros en Alemania. Una semana más tarde, un ataque incendiario contra una casa en Fráncfort del Meno con 34 extranjeros se detectó a tiempo y no murió nadie. Un incendio en un albergue para solicitantes de asilo en Lübeck en 1996 en el que 10 personas perdieron la vida nunca fue resuelto. Un total de 135 extranjeros han muerto en Alemania hasta la fecha como resultado de violencia similar xenofóbica.